# Змієподібні акули
Змієподібні акули (Dalatiidae) — родина катраноподібних риб. Має 7 родів та 10 видів. Інша назва «прямороті акули».

## Опис
Загальна довжина представників цієї родини коливається від 22 до 180 см. За своєю будовою схожі на акул з родини катранові. На відміну від них у змієподібних акул не мають гілок біля спинних плавців. Голова невелика, морда закруглена. Очі помірно великі. Тулуб циліндроподібний. Деякі види мають здатності до люмінесценції. Спеціальні органи, що дають змогу світитися знаходяться знизу, біля грудних плавців. Анальний плавець відсутній.

## Спосіб життя
Низка видів веде напівглибоководний спосіб життя. Трапляються переважно на глибині до 1000 м. Живляться дрібними рибами та донними ракоподібними та молюсками.
Це яйцеживородні акули.

## Розповсюдження
Мешкають в усіх тропічних та помірних водах Тихого, Атлантичного та Індійського океанів.

## Роди та види
- Рід Dalatias  Rafinesque, 1810
  - Dalatias licha  (Bonnaterre, 1788)
- Euprotomicroides  Hulley and Penrith, 1966
  - Euprotomicroides zantedeschia  Hulley & Penrith, 1966
- Euprotomicrus  Gill, 1865
  - Euprotomicrus bispinatus  (Quoy & Gaimard, 1824)
- Heteroscymnoides  Fowler, 1934
  - Heteroscymnoides marleyi  Fowler, 1934
- Isistius  Gill, 1865
  - Isistius brasiliensis  (Quoy & Gaimard, 1824)
  - Isistius labialis  Meng, Zhu & Li, 1985
  - Isistius plutodus  Garrick & Springer, 1964
- Mollisquama  Dolganov, 1984
  - Mollisquama mississippiensis  Grace, Doosey, Denton, Naylor, Bart & Maisey, 2019
  - Mollisquama parini  Dolganov, 1984
- Squaliolus  Smith & Radcliffe, 1912
  - Squaliolus aliae  Teng, 1959
  - Squaliolus laticaudus  Smith & Radcliffe, 1912
- †Eosqualiolus  Adnet, 2006
  - †Eosqualiolus aturensis  Adnet, 2006
  - †Eosqualiolus skrovinai  Underwood & Schlogl, 2012